# Javier Iturriaga del Campo
Javier Eduardo Iturriaga del Campo (Santiago, 26 de octubre de 1965) es un militar chileno que desde el 9 de marzo de 2022, se desempeña como comandante en jefe del Ejército de Chile.
Anteriormente fue nombrado jefe de la Defensa Nacional para la Región Metropolitana por el presidente Sebastián Piñera durante el estado de emergencia en las protestas de octubre de 2019. Entre noviembre de 2020 y marzo de 2022, ejerció como jefe del Estado Mayor Conjunto de la Defensa de Chile (JEMCO).

## Familia y estudios
Es el segundo de los seis hijos del matrimonio formado por Dante Javier Iturriaga Marchese, militar de profesión, y Gloria María Angélica del Campo Ortiz. Está casado y tiene cuatro hijos.
Obtuvo una licenciatura en ciencias militares y un magíster en ciencias militares con mención en planificación y gestión estratégica en la Academia de Guerra del Ejército de Chile.

## Antecedentes profesionales
Ingresó a la Escuela Militar en 1980, y es parte del cuerpo docente de la misma escuela en la especialidad de Táctica y Operaciones.
Durante su carrera militar, se ha desempeñado como oficial de Estado Mayor, del Arma de Infantería, profesor militar de Academia, además de contar con las especialidades de Comandos y Paracaidista.
Fue agregado militar en Brasil en 2014. En noviembre de 2018, fue nombrado general de división tras la remoción de 18 generales en plena crisis de las fuerzas castrenses por fraude económico, y se desempeñó como el comandante de Educación y Doctrina del Ejército. Entre otras actividades, asumió el control de las fuerzas militares en Santa Olga, tras los incendios en Chile de 2017. El 18 de octubre de 2019, fue nombrado como jefe de la Defensa Nacional para la Región Metropolitana tras el decreto de estado de emergencia del presidente Sebastián Piñera debido a las masivas protestas y el vandalismo en Santiago.
El 13 de noviembre de 2020, Piñera lo confirmó como nuevo jefe del Estado Mayor Conjunto (EMCO), uno de los cargos clave de la defensa nacional del país. Por consiguiente, el 3 de noviembre de 2021, fue nombrado como nuevo comandante en jefe del Ejército, cargo que asumió el 9 de marzo de 2022.

### Historial militar
- 1980: Cadete de la Escuela Militar
- 1984: Alférez
- 1985: Subteniente
- 1989: Teniente
- 1993: Capitán
- 1998: Mayor
- 2004: Teniente coronel
- 2009: Coronel
- 2014: General de brigada
- 2018: General de división
- 2022: General de Ejército

## Condecoraciones
- Orden del Mérito Militar, en el grado de Gran Oficial, Brasil.[12]